# Liste des cours d'eau de l'Illinois
Liste des principaux cours d'eau de l'État de l'Illinois aux États-Unis :
- Apple
- Big Muddy
- Crique Bonpas
- Beaucoup
- Calumet
- Chicago
- Des Plaines
- DuPage
- Edwards
- Rivière Embarras
- Rivière Fox
- Green
- Henderson Creek
- Illinois
- Iroquois
- Kankakee
- Kaskaskia
- Kishwaukee
- La Moine
- Little Wabash
- Mackinaw
- Macoupin Creek
- Casey Creek
- Mississippi
- Ohio
- Pecatonica
- Piscasaw
- Plum
- Rock
- Saline
- Salt Creek
- Sangamon
- Skokie
- Somonauk
- Spoon
- Sugar
- Vermilion
- Wabash